# Bjørn Lomborg
Bjørn Lomborg, född 6 januari 1965 i Frederiksberg, är en dansk forskare (utbildad statsvetare) och skribent. Han är internationellt känd för boken Världens verkliga tillstånd, som driver tesen att de flesta miljöproblem inte har förvärrats och att miljörörelsen överdriver problemen för sina egna syften. Han har också gett ut boken Cool it om klimatfrågan, där han argumenterar för en nationalekonomisk ingång till frågan och för att det finns värre problem som fattigdom. Han har startat projektet Copenhagen Consensus Center för att rangordna problemen i världen efter hur allvarliga de är.

## Kritik
Efter utgivningen av boken Världens verkliga tillstånd 2001 har Lomborg och den forskning han gjort blivit ingående granskad och kritiserad i media. Genom uppmärksamheten blev han också en internationell kändis som ofta blev inbjuden till intervjuer i radio, TV och tidningar, runt om i världen. En av de svenska forskare som kritiserat Lomborg är Björn Forsberg i boken "Tillväxtens sista dagar".

## Utmärkelser
I november 2001 blev Lomborg utvald till "Global Leader for Tomorrow" av World Economic Forum.

## Dokumentärfilm
Bjørn Lomborg släppte dokumentärfilmen COOL IT den November 2010 i USA.

## Publikationer
- Bjørn Lomborg, "Nucleus and Shield: Evolution of Social Structure in the Iterated Prisoner's Dilemma", American Sociological Review, 1996.
- Bjørn Lomborg, Världens verkliga tillstånd (Verdens sande tilstand), 1998.
- Bjørn Lomborg (editor), Global Crises, Global Solutions, Copenhagen Consensus, Cambridge University Press, 2004
- Bjørn Lomborg, Cool It: The Skeptical Environmentalist's Guide to Global Warming, 2007
- Bjørn Lomborg, Smart Solutions to Climate Change, Comparing Costs and Benefits, Cambridge University Press, November 2010, ISBN 978-0-521-76342-4.[5]